# Federico Zuccari
Federico Zuccari, chiamato anche Federigo o Zuccaro o Zucchero o Zuccheri (Sant'Angelo in Vado, 18 aprile 1539 – Ancona, 20 luglio 1609), è stato un pittore italiano, esponente del manierismo.

## Biografia
Nacque a Sant'Angelo in Vado nel Ducato d'Urbino, dal pittore Ottaviano de Zucharellis, cognome poi mutato in Zuccaro nel 1569, e da Antonia Neri. Fu il terzo figlio degli otto nati dal loro matrimonio: Taddeo, Bartolomea, Federico, Iacopo, Lucio, Maurizio, Aloysio, Marco Antonio.
La sua carriera come pittore è documentata dal 1550, quando si trasferì a Roma nella bottega di suo fratello maggiore Taddeo Zuccari, già affermato pittore nell'Urbe. Federico iniziò quasi per caso, in quanto suo padre lo aveva condotto a Roma dal fratello per avviarlo agli studi di giurisprudenza. Taddeo invece vista la sua grande predisposizione per la pittura e il disegno lo tenne con sé nel suo laboratorio dove crebbe artisticamente.

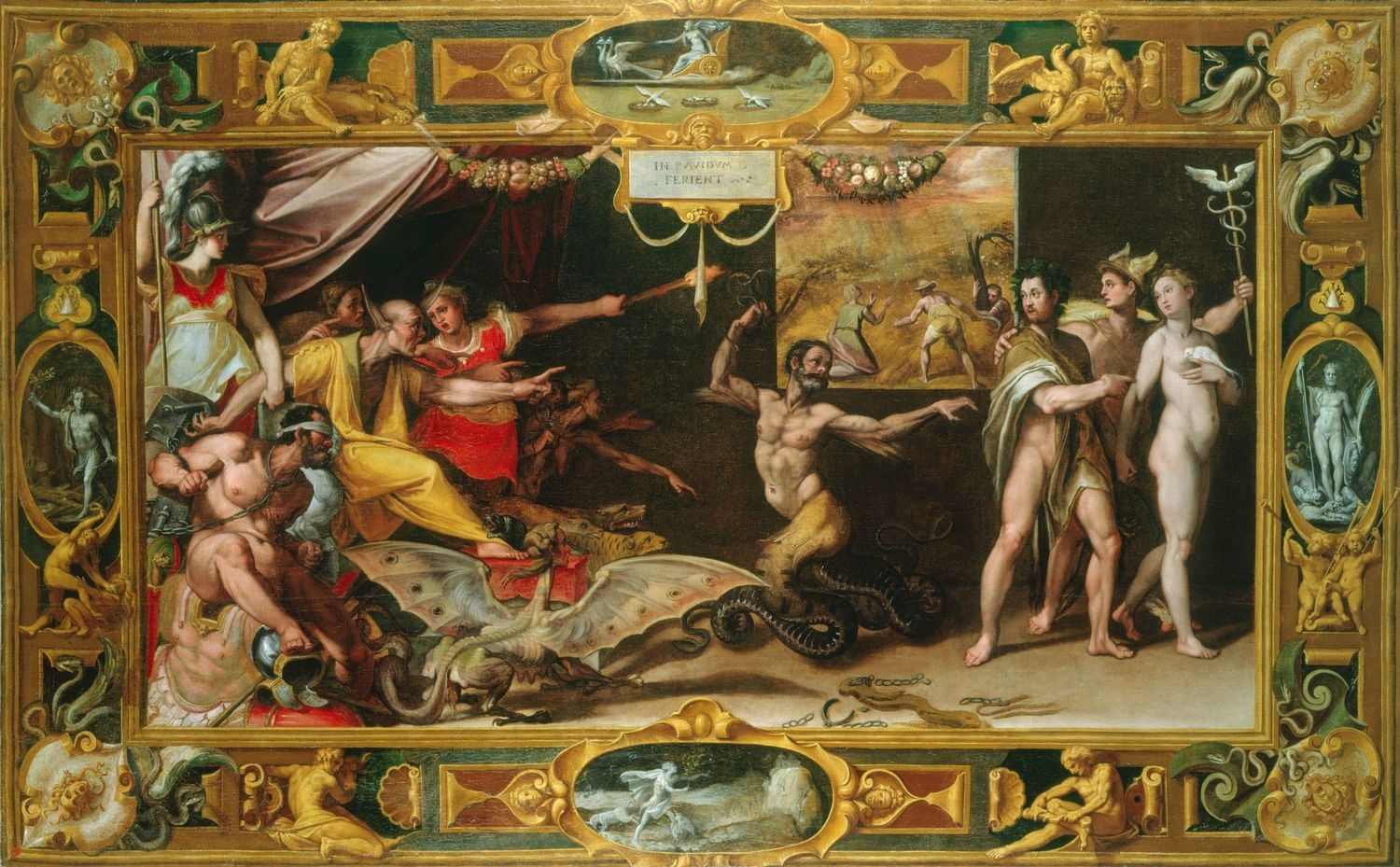
Calunnia (Royal Collection}

Tra il 1563 e il 1565 fu attivo a Venezia presso la famiglia Grimani di Santa Maria Formosa. Durante il suo periodo veneziano, viaggiò a fianco di Palladio nel Friuli. Il 14 ottobre 1565 venne accettato nell'Accademia del Disegno a Firenze. Aderì successivamente alla Compagnia di San Giovanni di Terrasanta, a cui già suo fratello Taddeo era stato associato dal 17 novembre 1560. Il 29 dicembre 1573 Federico ne divenne poi il primo reggente a vita, carica ricoperta in futuro solo da Antonio Canova. Nel 1592 redasse i fondamenti dello statuto dell'Accademia di San Luca a Roma, della quale divenne Principe nel 1593.
Fra i primi lavori, in assistenza al fratello, prese parte al completamento delle decorazioni del casino di papa Pio IV e della Villa Farnese di Caprarola.
Altre opere furono:
- Cappella Grimani, chiesa di San Francesco della Vigna, Venezia
- Scalone monumentale, Palazzo Grimani di Santa Maria Formosa, Venezia
- Cappella Pucci, chiesa di Trinità dei Monti, Roma
- San Marcello al Corso, Roma
- Duomo di Orvieto (1570)
- Oratorio del Gonfalone (1573)
- Cupola interna di Santa Maria del Fiore, Firenze (dopo la scomparsa di Giorgio Vasari), dove raffigurò gran parte della sua famiglia nella sezione del Popolo di Dio.

Zuccari fu richiamato anche a Roma da papa Gregorio XIII per continuare la decorazione della Cappella Paolina in Vaticano, iniziata da Michelangelo, e per rifare gli affreschi della Sala dei Chiaroscuri. Visitò Bruxelles, dove realizzò una serie di cartoni per arazzi. Nel 1574 era in Inghilterra, dove ricevette la commissione di alcuni importanti ritratti, come quello della regina Elisabetta I, di Maria Stuarda, di sir Nicholas Bacon, sir Francis Walsingham e altri. Un altro quadro dello stesso periodo dovrebbe essere un'Allegoria della Calunnia, ispirata alla descrizione di Luciano di Samosata di un'opera di Apelle.

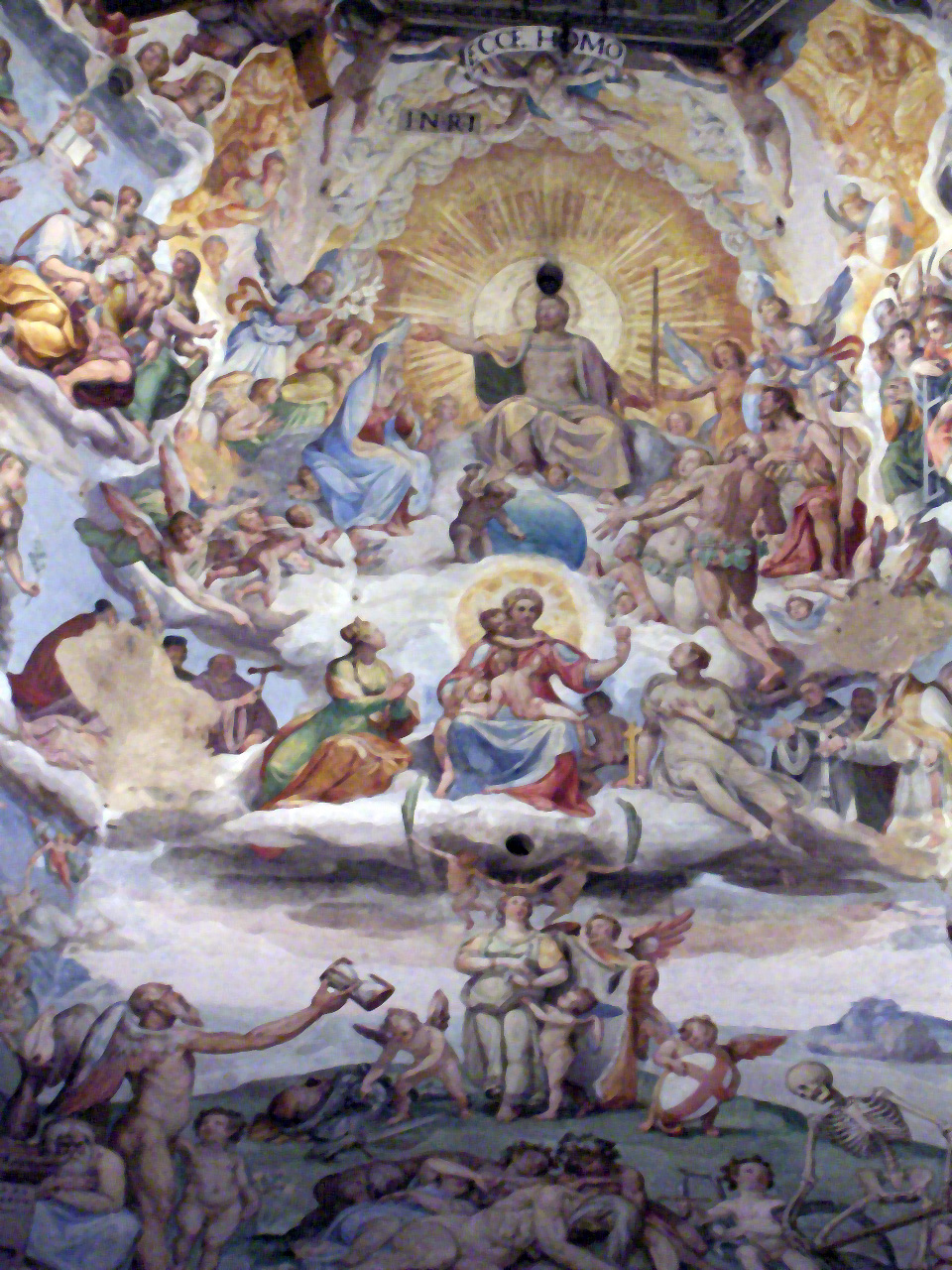
Giudizio universale (dettaglio), nella cupola della cattedrale di Santa Maria del Fiore di Firenze

Dipinse il ritratto di Uomo con due cani, oggi a Palazzo Pitti, e il Cristo morto e angeli nella Galleria Borghese di Roma. Nel 1585 accettò l'offerta di Filippo II di Spagna per decorare il nuovo Escorial per un salario annuale di 2.000 corone. I lavori si protrassero dal gennaio 1586 alla fine del 1588, quando fece ritorno a Roma, lasciando l'incarico a Pellegrino Tibaldi. Nel 1595 fondò con l'approvazione di papa Sisto V l'Accademia di San Luca, della quale fu il primo Principe. Fra i suoi primi studenti vi fu Bartolomeo Carducci.
A Firenze, Federico Zuccari visse in quella che era stata la casa di Andrea del Sarto, attiguamente alla quale fece erigere un bizzarro palazzetto di sua ideazione, il Palazzo Zuccari, dove affrescò le lunette con scene di vita quotidiana rappresentandovi sé stesso e la sua famiglia. I suoi buoni rapporti con i parenti Fioravanti di Guffaia, ben considerati alla corte del Granduca di Toscana, contribuirono a fargli ottenere l'incarico dell'affresco della cupola di Santa Maria del Fiore.
Federico Zuccari convolò a nozze in Urbino con Francesca Genga, figlia di Raffaele, pittore della celebre dinastia che diede i natali al progettista del Palazzo Ducale di Urbino, Girolamo Genga. Da questo matrimonio nacquero sette figli: Ottaviano il 15 maggio 1579, pittore, scrittore, dottore in Giurisprudenza e podestà a Bologna nel 1625; Isabella 2 luglio 1581; Alessandro Taddeo 1584; Orazio 1585; Cinzia 1590; Laura 1592; Gerolamo 1593.
Come il contemporaneo Giorgio Vasari, anche lo Zuccari si dedicò alla critica artistica e alla storiografia. Nel 1604 viene pubblicato a Pavia (dove proprio in quell'anno affrescò insieme a Cesare Nebbia il salone del Collegio Borromeo) il suo libro  Origine et Progresso dell'Academia del Dissegno, De Pittori, Scultori e Architetti di Roma. Nel 1605 pubblica a Mantova Lettera a Principi et Signori Amatori del Dissegno, Pittura, Scultura et Architettura, scritta dal Cavaglier Federico Zuccaro, nell'Accademia Insensata con un lamento della Pittura, opera dell'istesso. Nel 1607 a Torino pubblica la sua opera ritenuta più importante: L'Idea dé Pittori, Scultori et Architetti. Scrisse anche come cronista dei suoi innumerevoli viaggi per l'Europa e per l'Italia. Celebre i suoi Passaggio per l'Italia con la dimora di Parma (1608) e Passata per Bologna e Ferrara (1609). Riguardo alla sua bravura scrissero: «Zuccaro la tua penna è così dotta, quanto sia dotto il tuo pennel nel proprio vanto; anzi l'un l'altro accenna, Che, con mirabil'arte».

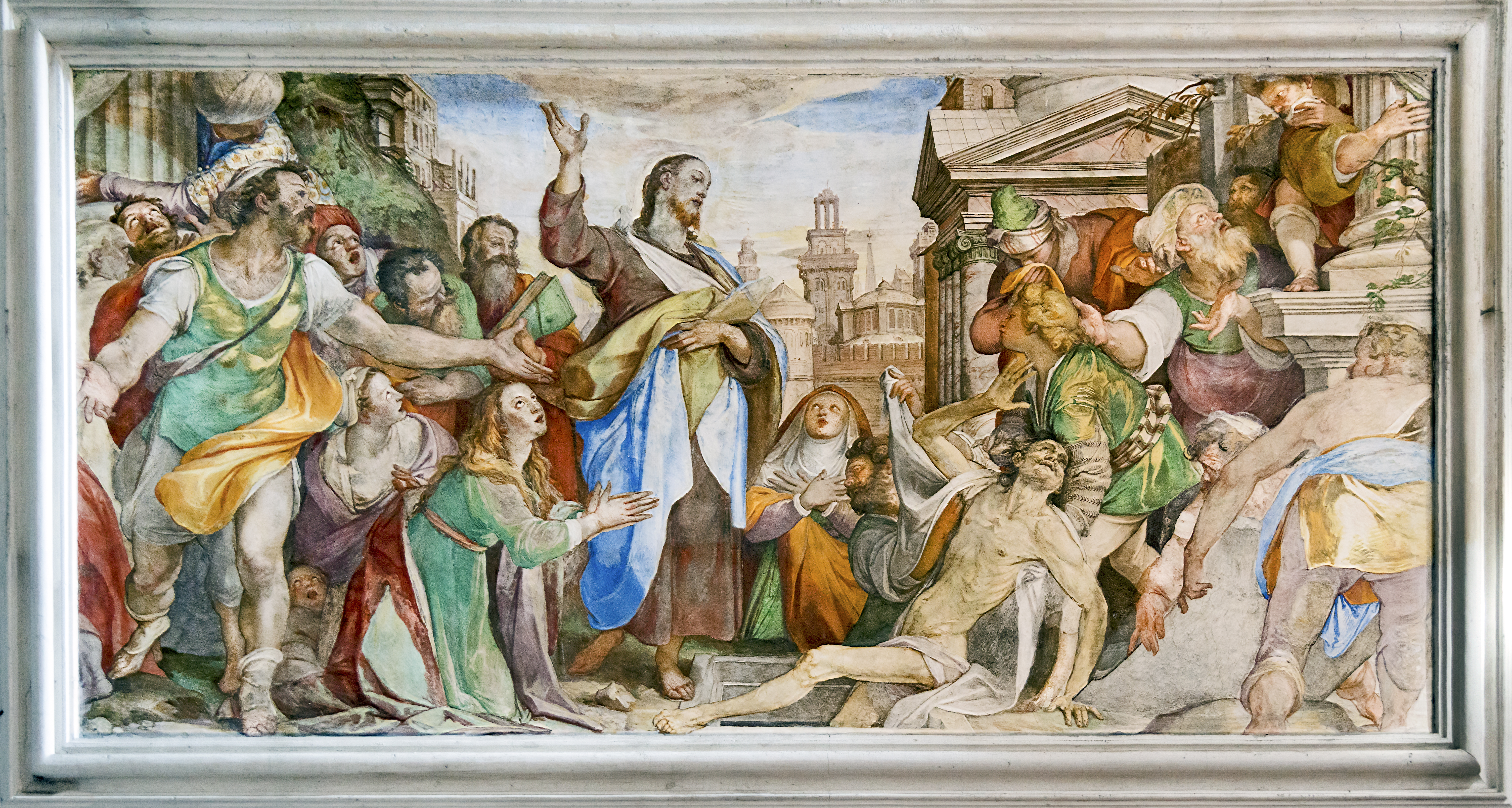
Resurrezione di Lazzaro (1561)

Convinto accademico e anti-naturalista, ritenne inaccettabile quanto indecorosa la pittura di Caravaggio.
Nel 1588 ottenne un titolo nobiliare e un'alta pensione annua dal re Filippo II di Spagna di cui fu pittore di corte dal 1585 al 1588. Ritornato in Italia nel 1591, il Senato di Roma gli concede Cittadinanza e Patriziato estendibile con i relativi privilegi ai discendenti. Poco prima della morte ottenne il titolo di cavaliere. Giunto gravemente ammalato in Ancona il 19 luglio 1609, ospite in casa di Marco Jovitta, ebbe tempo di dettare le sue ultime volontà alla presenza del notaio Mondelci, dichiarando la sua età settant'anni; dispose inoltre lo svolgimento del suo funerale. Morì il 20 luglio 1609 e con solenne cerimonia fu sepolto dai frati agostiniani nel loro convento di Ancona, nella tomba di famiglia del suo amico mercante anconetano Marco Jovitta.

## Opere
Italia
Il passaggio per l'Italia, a cura di A. Ruffino, La Finestra editrice, Lavis 2007 ISBN 978-88-88097-74-9
- Amelia: Palazzo Cansacchi: affreschi in salone centrale, sala di ingresso e saletta adiacente Archiviato l'11 gennaio 2019 in Internet Archive..
- Ancona:

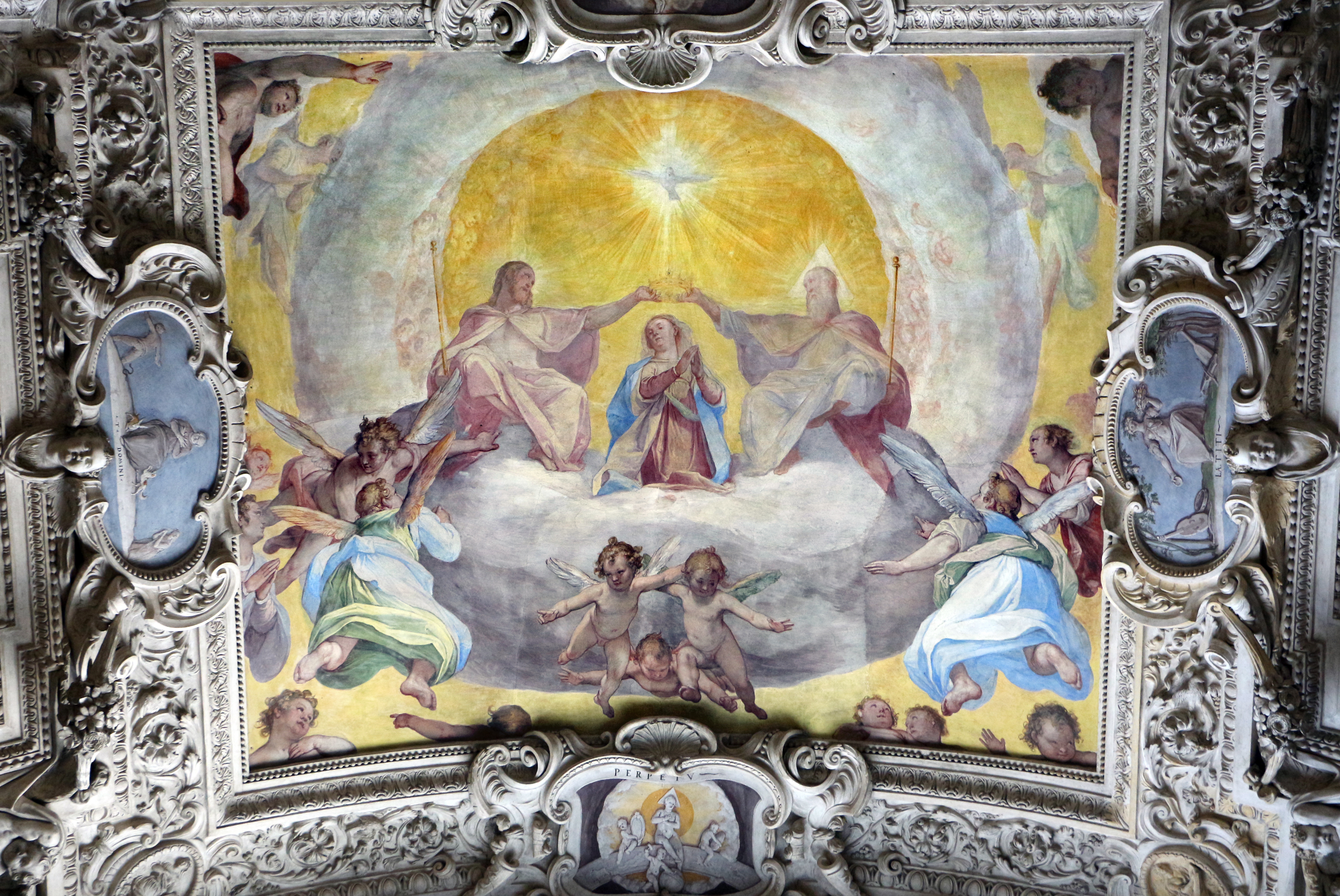
Incoronazione della Vergine a Loreto.

- - Chiesa di San Giovanni Battista: tela Ecce homo, abside.
- Ascoli Piceno
  - Pinacoteca Civica: olio su tela Allegoria della calunnia, risalente al 1569.
- Bracciano:
  - Chiesa di Santa Maria Del Riposo, con l'aiuto del fratello
- Cortona: Museo diocesano: Assunzione della Vergine tra san Giovanni Battista e santa Caterina.
- Firenze:
  - Uffizi: Autoritratto, 1588 ca.
  - Affreschi della cupola di Santa Maria del Fiore, continuando dal progetto di Vasari, dal 1574
  - Palazzo Zuccari, architettura e affreschi, 1578-1579
- Loreto:
  - Basilica della Santa Casa, Cappella dei Duchi di Urbino: affreschi della Vita della Vergine, 1582-83.
- Milano: Duomo, pala Sant'Agata visitata in carcere da san Pietro, altare di Sant'Agata.
- Reggio Emilia:

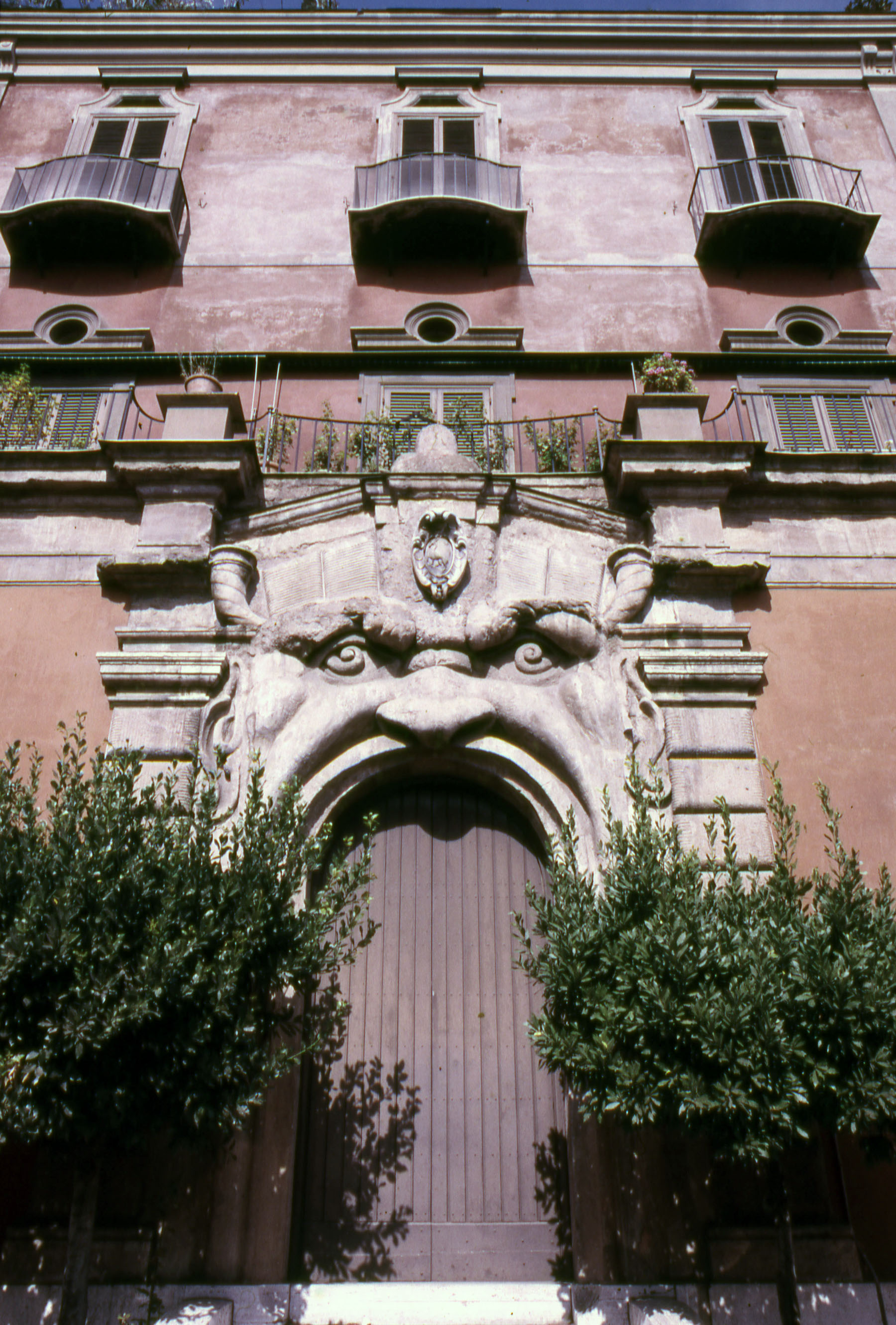
Palazzo Zuccari ingresso di via Gregoriana

- - Cattedrale di Reggio Emilia: tela Assunzione della Vergine, abside.
- Roma:
  - Sagrestia di San Pietro in Vaticano, Gloria dei santi sulla porta d'accesso della sagrestia dei canonici.
  - Cappella Paolina del Palazzo Apostolico, Affreschi con scene della vita dei santi Pietro e Paolo sulla controfacciata e sulle pareti laterali, in collaborazione con Lorenzo Sabbatini.
  - Basilica di Santa Sabina, Cappella di S. Giacinto, affreschi.
  - Basilica di Santa Pudenziana, disegni per i mosaici della cappella Caetani.
  - chiesa del Gesù, terza cappella a destra, affreschi.
  - chiesa di San Lorenzo in Damaso, presbiterio: Incoronazione della Vergine e santi.
  - chiesa di San Marcello al Corso: Conversione di san Paolo sull'altare e completamento delle storie del santo iniziate da Taddeo nella volta e nei lati della Cappella Frangipane.
  - chiesa di Santa Maria Egiziaca (tempio di Portuno): Santa Maria Egiziaca.
  - chiesa di Santa Maria dell'Orto, abside: Storie della Vergine, in collaborazione con Taddeo, 1561.
  - chiesa di Santa Maria dell'Orto, prima cappella a destra: Annunciazione, circa 1561
  - chiesa di Santa Prassede, sagrestia: Gesù cade sotto la croce.
  - chiesa di Santa Trinità dei Monti, Cappella Massimo, decorazioni.
  - chiesa di Santa Caterina dei Funari, decorazione dei pilastri della seconda cappella a destra, affreschi della cappella Cesi, che corrisponde al presbiterio, con le Storie di santa Caterina d'Alessandria sulle pareti laterali.
  - Galleria Borghese: Cristo morto sorretto dagli angeli.

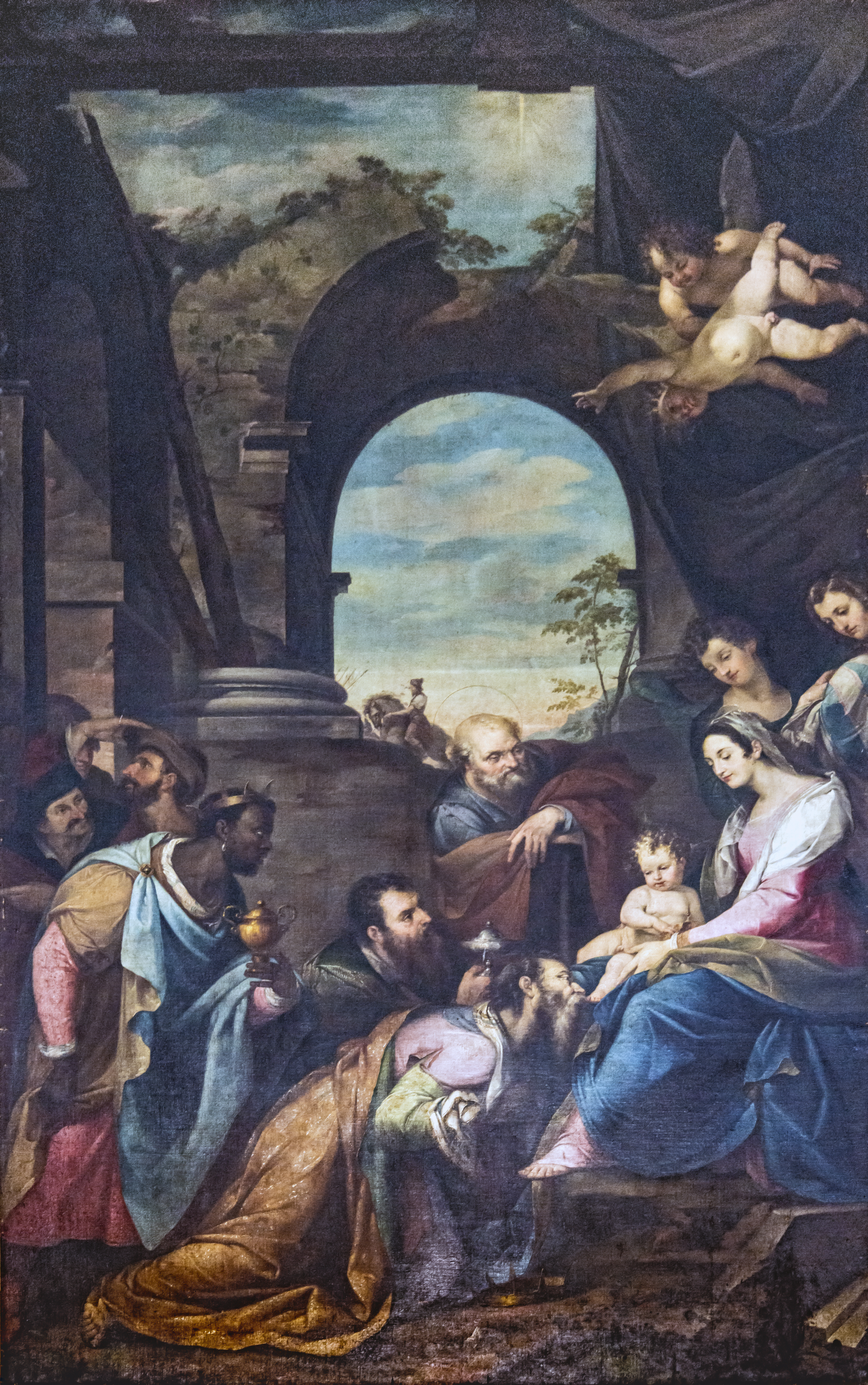
Adorazione dei Magi, Chiesa di San Francesco della Vigna, Venezia

- - Galleria dell'Accademia di San Luca: Autoritratto.
  - Musei Vaticani: Santi e apostoli nella Sala dei Chiaroscuri
  - Oratorio del Gonfalone: Storie della Passione di Cristo, con varie collaborazioni.
  - Palazzetto di Sisto V, loggetta: Storie di Ercole, affreschi.
  - Palazzetto di Tizio da Spoleto, Decorazione della facciata.
  - Palazzetto Zuccari, disegno e architettura.
  - Palazzo Caetani, salone del primo piano, fregio con amorini, in collaborazione con Taddeo.
  - Palazzo Costaguti, Sala dei Mesi: affreschi.
  - Palazzo Giustiniani, volta di sala Zuccari.
  - Palazzo Mattei Caetani, sale del primo piano, in collaborazione con Taddeo.
  - Pinacoteca Capitolina: Autoritratto.
- Pavia: Almo Collegio Borromeo: Sala degli affreschi.
- Sant'Angelo in Vado:
  - Casa Zuccari: Arme di famiglia e figure allegoriche
  - Municipio, sala del Consiglio:  Madonna con Bambino tra santi e la famiglia Zuccari
- Torino: 
  - Chiesa della Misericordia: Decollazione del Battista
  - Chiesa di San Francesco d'Assisi: Sant'Anna
- Urbino
  - Galleria Nazionale delle Marche, Porta Virtutis
  - Museo Albani, Ecce homo alla colonna.

Repubblica di San Marino

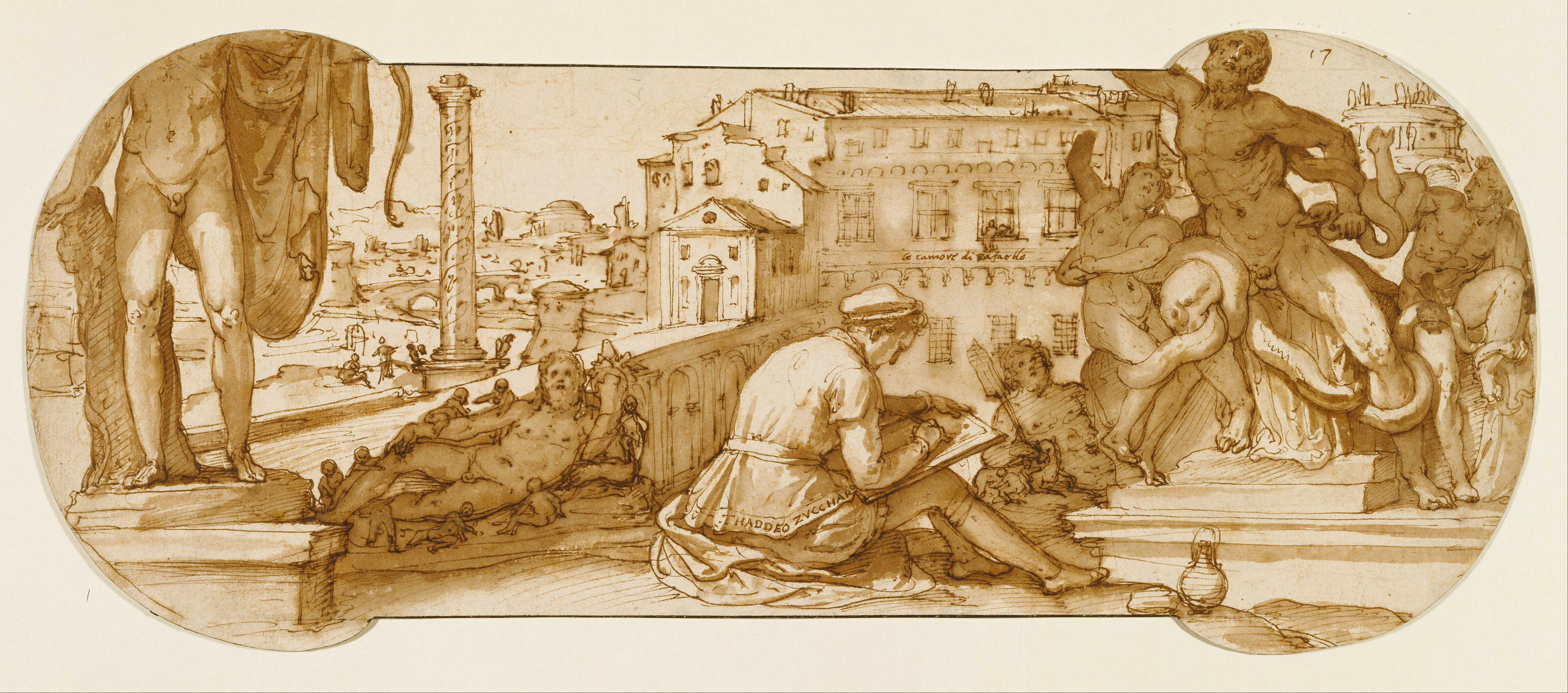
Taddeo nella Corte del Belvedere in Vaticano, Getty Center, Los Angeles

- Chiesa di San Francesco: Deposizione di Cristo

Inghilterra
- Hampton Court, Collezione Reale: Calunnia.
- Numerosi ritratti alla regina Elisabetta I e a molti dignitari di Corte.

Spagna
- Valencia, Collegio del Corpus Domini: Purgatorio.

Stati Uniti
- Getty Center, Los Angeles: Venti disegni che raffigurano la prima vita di Taddeo Zuccaro disegnati da Federico Zuccaro.